# Новопавловка (Михайловское сельское поселение)
Новопа́вловка — хутор в Кантемировском районе Воронежской области России.
Входит в состав Михайловского сельского поселения.

## Население
| 2010 |
| ---- |
| 212  |

## Улицы
| - ул. Зелёный Яр, - ул. Лесная, | - ул. Луговая, - ул. Молодёжная. |